# 内卡县
內卡縣（波斯語：‎）位於伊朗馬贊德蘭省，首府是內卡市。
根據2006年的人口普查數據顯示總人口為104,753人。2011年數據為111,944人。2016年的數據顯示總人口為119,511人。